# Diseño

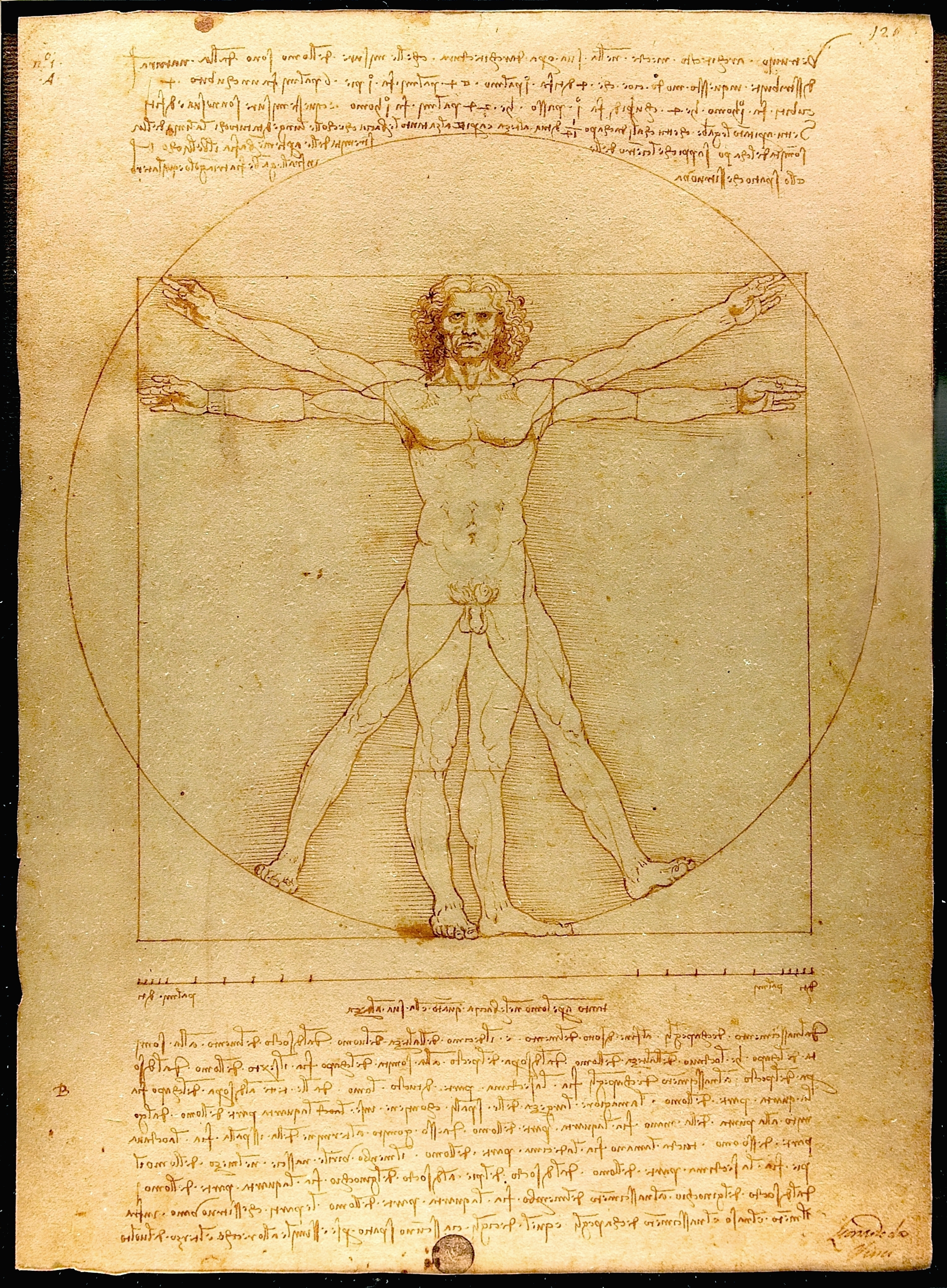
Hombre de Vitruvio (Homo cuadratus), dibujo de Leonardo da Vinci

El diseño es el proceso de configuración mental preliminar, o «prefiguración», que antecede a la búsqueda de soluciones para que un producto resulte útil y atractivo. Se aplica habitualmente en el contexto de la industria, ingeniería, arquitectura, comunicación, marketing, moda y otras disciplinas que requieren creatividad. 
El diseño se expresa desde distintos campos del conocimiento, se explica a partir de la problemátización de la diversidad y de la diferenciación de su práctica, trata especificidades para concluir en una postura sobre la disciplina atendiento el objetivo perseguido. 
El proceso de diseñar suele implicar las siguientes fases, que se van haciendo una tras otra, y a veces continuamente. Algunos teóricos del diseño no ven una jerarquización tan clara, ya que estos actos aparecen una y otra vez en el proceso de diseño:
1. Observar y analizar el medio en el cual se desenvuelve el ser humano, descubriendo alguna necesidad. Para esto a menudo se utilizan preguntas como: qué, cómo, por qué, para quién, dónde y cuándo, las que facilitan y esclarecen el proceso de diseño.
2. Evaluar, mediante la organización y prioridad de las necesidades identificadas.
3. Planear y proyectar, proponiendo un modo de solucionar esta necesidad, por medio de planos y maquetas, tratando de descubrir la posibilidad y viabilidad de la(s) solución(es).

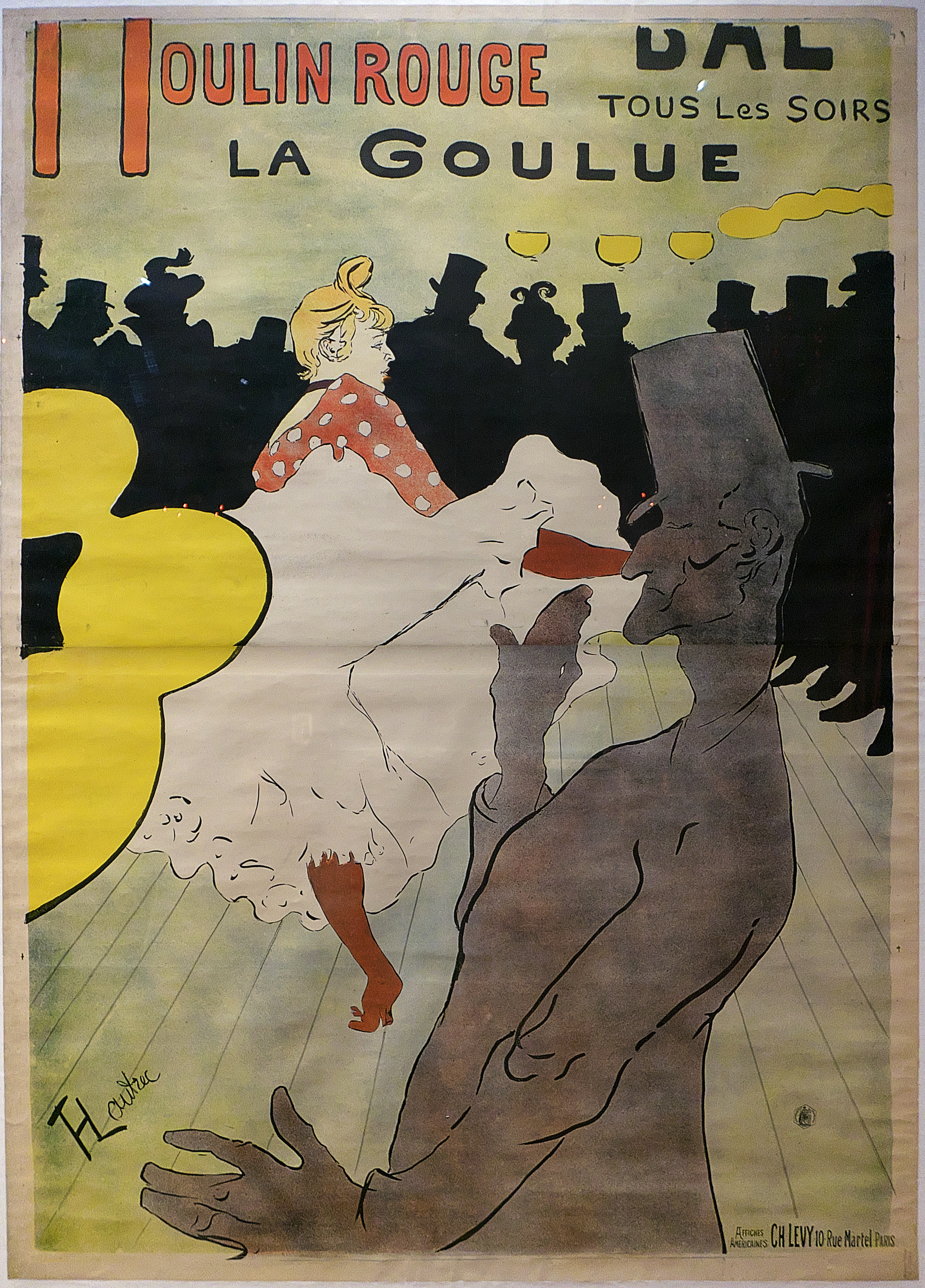
Henri de Toulouse Lautrec (1891). Diseño de Cartel Moulin Rouge.

4. Ver, construir y ejecutar, llevando a la vida real la idea inicial, por medio de materiales y procesos productivos. 
El diseño de todo objeto involucra diversas dimensiones que van más allá del aspecto, la forma y el color: durante el proceso se deben tener en cuenta, además, la funcionalidad para cumplir su cometido; la operatividad, o accesibilidad operativa; la efectividad, entendida como la suma de eficiencia y eficacia; la innovación que aporta su desarrollo; y la vida útil prevista como parte de un proceso circular.

## Etimología
Etimológicamente, el sustantivo diseño deriva del italiano disegno ‘designio’, ‘signare’, ‘signado’; «lo por venir», la visión del futuro representada gráficamente. Lo hecho es la obra, lo por hacer es el proyecto, y en ese sentido el acto de diseñar es la prefiguración, el proceso previo en la búsqueda de una solución o de conjunto de soluciones. Durante o después de un proceso de observación de alternativas o investigación, el diseñador plasma el pensamiento de la solución o las alternativas en esbozos, dibujos, bocetos o esquemas trazados en un soporte cualquiera. El acto intuitivo de diseñar podría llamarse «creatividad», como acto de creación o innovación, si el objeto no existe o se modifica algo existente.
Referente al signo, significación, designar es diseñar el hecho de la solución encontrada. Es el resultado de la economía de recursos materiales, la forma, transformación y el significado implícito en la obra, su ambigua apreciación, no puede determinarse si un diseño es un proceso estético correspondiente al arte cuando lo accesorio o superfluo se antepone a la función o solución del problema.

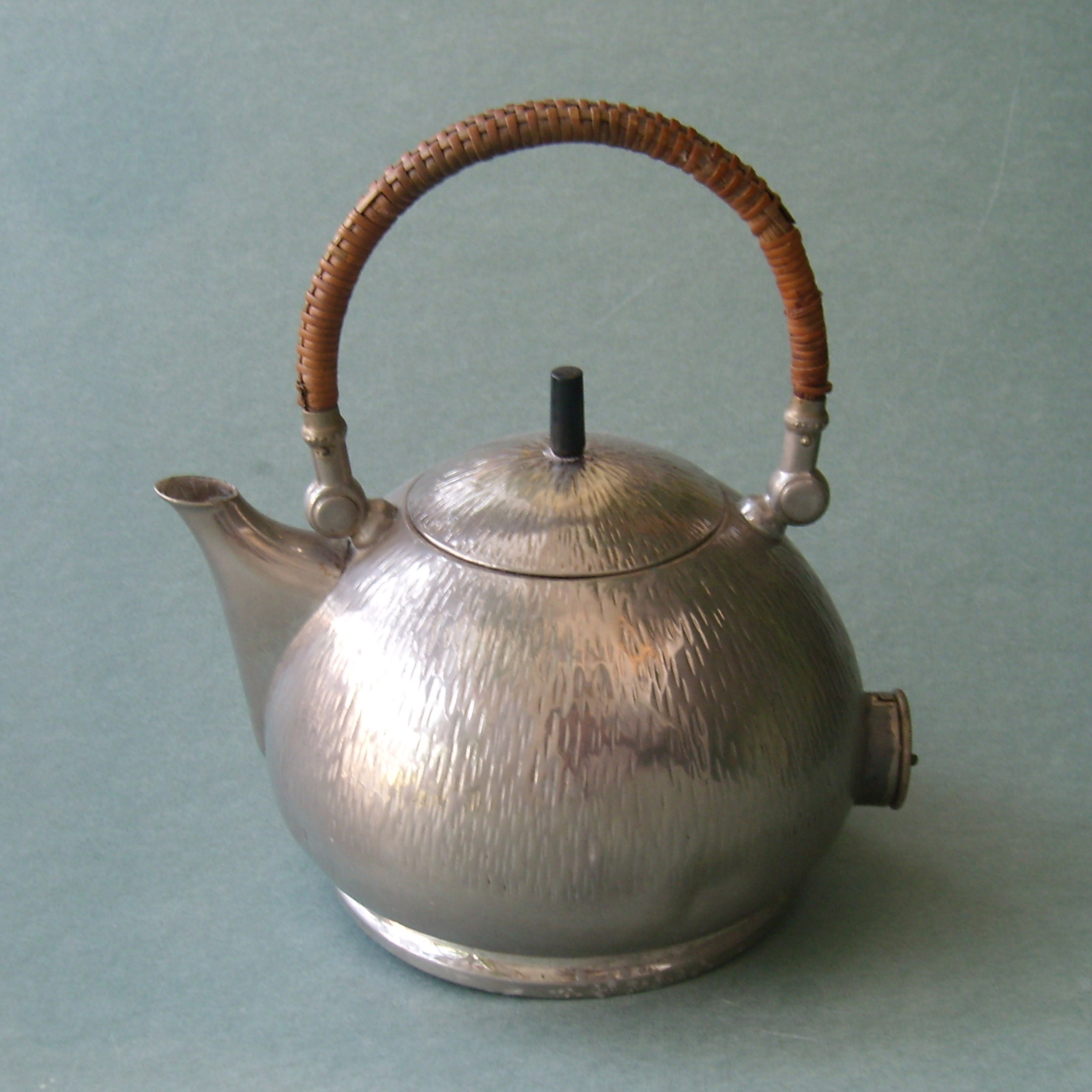
Tetera eléctrica diseñada por Peter Behrens en 1909.

El acto humano de diseñar no es un hecho artístico en sí mismo, aunque puede valerse de los mismos procesos en pensamiento y los mismos medios de expresión como resultado; al diseñar un objeto o signo de comunicación visual en función de la búsqueda de una aplicación práctica, el diseñador ordena y dispone los elementos estructurales y formales, así como dota al producto o idea de significantes si el objeto o mensaje se relaciona con la cultura en su contexto social.
El verbo "diseñar" se refiere al proceso de creación y desarrollo para producir un nuevo objeto o medio de comunicación (objeto, proceso, servicio, conocimiento o entorno) para uso humano. El sustantivo "diseño" se refiere al plan final o proposición determinada fruto del proceso de diseñar: dibujo, proyecto, diseño industrial o descripción técnica, maqueta al resultado de poner ese plan final en práctica (la imagen, el objeto a fabricar o construir).
Diseñar requiere principalmente consideraciones funcionales, estéticas y simbólicas. El proceso necesita numerosas fases como las siguientes: observación, investigación, análisis, testado, ajustes, modelados (físicos o virtuales mediante programas de diseño informáticos en dos o tres dimensiones), adaptaciones previas a la producción definitiva del objeto industrial, construcción de obras ingeniería en espacios exteriores o interiores arquitectura, diseño de interiores, o elementos visuales de comunicación a difundir, transmitir e imprimir sean: diseño gráfico o comunicación visual, diseño de información, tipografía. Además abarca varias disciplinas y oficios conexos, dependiendo del objeto a diseñar y de la participación en el proceso de una o varias personas.
Diseñar es una tarea compleja, dinámica e intrincada. Es la integración de requisitos técnicos, sociales y económicos, necesidades biológicas, ergonomía con efectos psicológicos y materiales, forma, color, volumen y espacio, todo ello pensado e interrelacionado con el medio ambiente que rodea a la humanidad. De esto último se puede desprender la alta responsabilidad ética del diseño y los diseñadores a nivel mundial. Un buen punto de partida para entender este fenómeno es revisar la Gestalt y como la teoría de sistemas aporta una visión amplia del tema.
Un filósofo contemporáneo, Vilém Flusser, propone, en su libro Filosofía del diseño, que el futuro (el destino de la humanidad) depende del diseño.

## Arte u oficio
Durante décadas los vínculos entre el diseño y los movimientos de vanguardia se convirtieron en el centro del debate entre investigadores y expertos y alejaron la mirada de otros aspectos más relevantes. El diseño guarda relación con la actividad artística en la medida que emplea un lenguaje similar, que utiliza una sintaxis prestada de las artes plásticas, pero es un fenómeno de naturaleza más compleja y enteramente vinculado a la actividad productiva y al comercio.
Como subrayaba, “a diferencia del arte y la arquitectura donde el protagonista son los artefactos, el proceso histórico del diseño no se basa sólo en los proyectistas, porque al menos un peso similar tienen los productores, los vendedores y el mismo público”.
Se suele confundir con frecuencia a los diseñadores y a los artistas, aunque únicamente tienen en común la creatividad. El diseñador proyecta el diseño sobre la base de una inspiración, justificando sus propuestas y sin hacer de lado la importancia de satisfacer su mercado meta. A diferencia del artista que es más espontáneo, libre y sus acciones pueden no estar justificadas.

## El diseñador
Referente a la profesión (empírica) mediante la praxis profesional o académica de quien diseña, actúa y proyecta objetos funcionales, herramientas ergonómicas, mobiliario, accesorios útiles, vestimenta, espacios físicos o virtuales webs, multimedia, información, señales, mensajes no verbales, simbólicos y sistemas, ordena elementos gráficos e imágenes, clasifica tipologías, crea o modifica tipografías. 

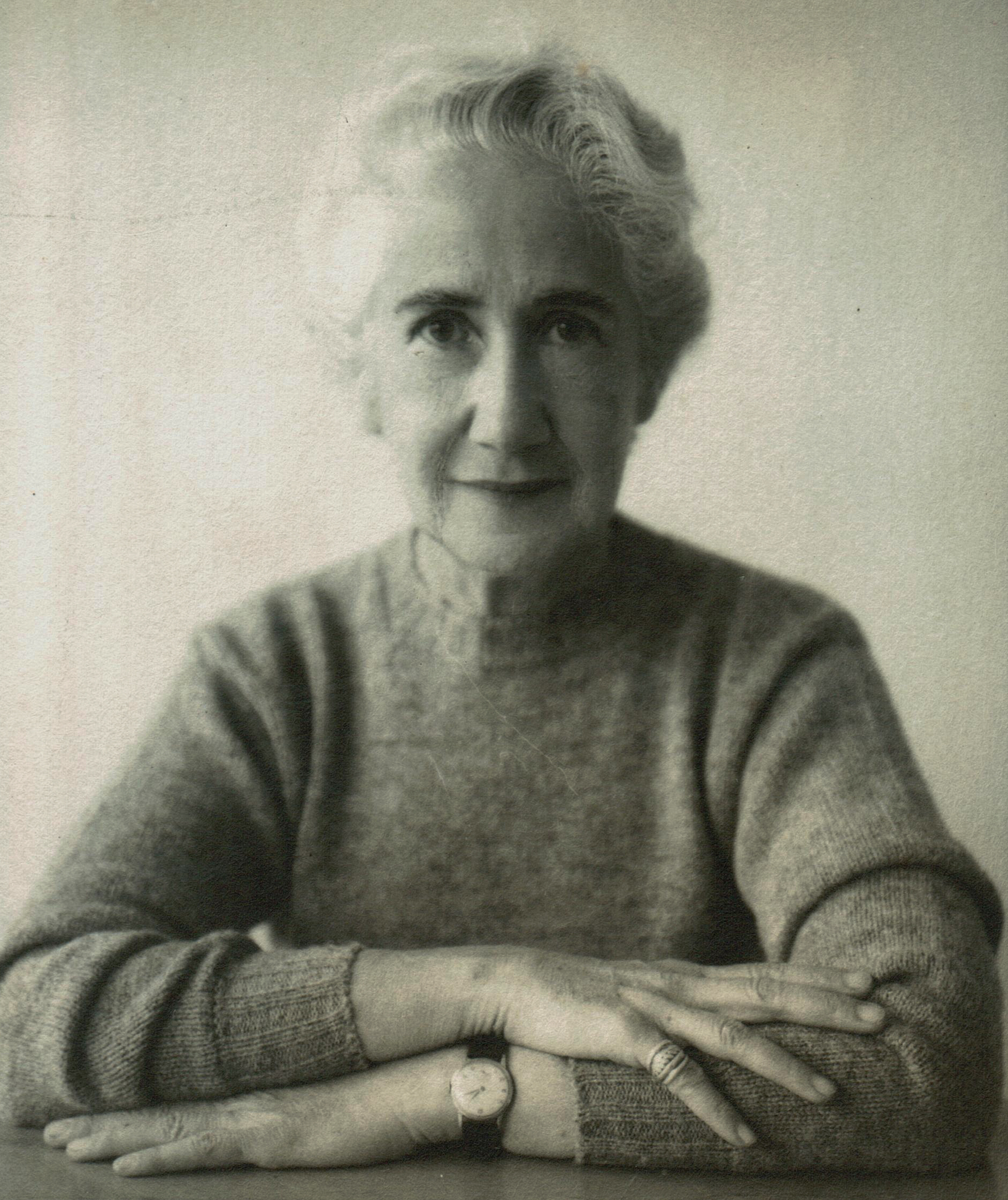
Diseñadora Clara Porset

Su campo de actuación tiene relación con la industria, el comercio y todas las actividades culturales, su perfil y educación puede tener orientación técnica en la ingeniería de procesos industriales o constructivos (arquitectura de interiores), en relación con las disciplinas humanísticas en los campos de actuación de la comunicación audiovisual, artes gráficas, la publicidad, el mercadeo (marketing) o la gestión de productos, el diseño de los mismos o sus contenedores (packaging) embalajes, etiquetas, envases y en las mismas empresas industriales o comerciales en departamentos de investigación y desarrollo de nuevos productos o comunicación corporativa con el diseñador. 
Las computadoras también hacen más eficientes los procesos de diseño y fabricación. Por ejemplo, si las especificaciones de una pequeña pieza de una máquina se modifican en el ordenador, este puede calcular cómo afectan los cambios al resto de la máquina antes de proceder a su fabricación.

## Definiciones
Las definiciones sobre diseño son tantas y tan variadas como las actividades que han dado pie a esta actividad:
- Tomás Maldonado señala que «el diseño industrial es una actividad proyectual que consiste en determinar las prioridades formales de los objetos producidos industrialmente». La forma tiene por misión no solo alcanzar un alto nivel estético, sino hacer evidentes determinadas significaciones y resolver problemas de carácter práctico relativos a la fabricación y el uso. Diseño es un proceso de adecuación formal, a veces no consciente, de los objetos.
- Según Joseph Edward Shigley y Charles R. Mishke, en su obra Diseño en ingeniería mecánica (Mechanical Engineering Design), publicada en 1989, «diseño es formular un plan para satisfacer una necesidad humana».
- Para el arquitecto Damiano Franco, el diseño se encuentra hasta en la parte más ínfima de la vida del ser humano. Para él, la vida cotidiana sin un diseño apropiado para cada una de las cosas y objetos sería simplemente un caos.
- Gui Bonsiepe define el diseño como «hacer disponible un objeto para una acción eficaz».
- Desde esta perspectiva, el diseño puede conceptualizarse como un campo de conocimiento multidisciplinar que implica su aplicación en distintas profesiones, y que puede ser estudiado, aprendido y, en consecuencia, enseñado. Está al nivel de la ciencia y la filosofía, dado que su objetivo se orienta a estructurar y configurar contenidos orientados a ofrecer satisfacciones a necesidades específicas de los seres humanos.
- El diseño también es una actividad técnica y creativa encaminada a idear un proyecto útil, funcional y estético que pueda llegar a producirse en serie, como en el diseño industrial, el diseño gráfico o el diseño de joyas. En este sentido, el diseño de interiores no iría, en general, dirigido a una producción en serie.
- En el libro El diseño en la vida cotidiana, John Heskett menciona que el diseño es una de las características básicas de lo humano y un determinante esencial de la calidad de vida.
- En el libro Descubre el diseño se menciona que Herbert Simon, premio Nobel de Economía, concebía el diseño como «cambiar las situaciones existentes por otras más deseables».[3]
- Douglas Martin sintetiza el proceso de diseño como una «suma de decisiones» cuyo objetivo es conseguir que determinado objeto resulte a la vez práctico y atractivo.[4]

## Conceptos erróneos. Banalización
El diseño hoy en día es un término que en multitud de ocasiones se emplea erróneamente. Por un lado se debe a que es un término relativamente nuevo y por otro, y más importante, es la frivolidad con la que se trabajó en los años 1980 en nombre del diseño, es decir la superficialidad y la falta de seriedad.
Es por ello que muchas veces la falta de información lleva al empleo del término “diseño” incorrectamente. Ejemplos como: “mucho diseño y poco contenido” son comunes incluso en prensa, televisión, discursos políticos, etc. Sin embargo, el buen diseño, se caracteriza por su buena usabilidad y no siempre por su originalidad o estética.
Según John Heskett, la transformación del diseño en algo banal e intrascendente supone uno de los rasgos más llamativos del mundo moderno.

## Proceso de diseño
Existe un desacuerdo sustancial sobre cómo los diseñadores de muchos campos, ya sean aficionados o profesionales, solos o en equipo, producen diseños. Los investigadores en diseño Dorst y Dijkhuis reconocen que "hay muchas formas de describir los procesos de diseño", y comparan y contrastan dos visiones dominantes pero diferentes del proceso de diseño: como un proceso racional de resolución de problemas y como un proceso de reflexión-en-acción. Sugirieron que estos dos paradigmas "representan dos formas fundamentalmente diferentes de ver el mundo –  positivismo y construccionismo". Los paradigmas pueden reflejar distintos puntos de vista sobre cómo debería hacerse el diseño y cómo realmente se hace, y ambos reciben distintos nombres. El punto de vista de la resolución de problemas se ha denominado "modelo racional", "racionalidad técnica" y "perspectiva centrada en la razón". El punto de vista alternativo se ha denominado "reflexión en la acción", "coevolución", y "perspectiva centrada en la acción".

### Modelo racional
El modelo racional fue desarrollado de forma independiente por Herbert A. Simon, un científico estadounidense, y dos teóricos alemanes del diseño de ingeniería, Gerhard Pahl y Wolfgang Beitz. Plantea que:
1. Los diseñadores intentan optimizar un candidato a diseño para restricciones y objetivos conocidos.
2. El proceso de diseño está dirigido por un plan.
3. El proceso de diseño se entiende en términos de una secuencia discreta de etapas.

El modelo racional se basa en una filosofía racionalista y subyace en el modelo de cascada, ciclo de vida de desarrollo de sistemas, y en gran parte de la literatura sobre diseño de ingeniería. Según la filosofía racionalista, el diseño se nutre de la investigación y el conocimiento de forma predecible y controlada.
Las etapas típicas coherentes con el modelo racional incluyen las siguientes:
- Diseño previo a la producción
  - Informe de diseño - declaración inicial del resultado previsto.
  - Análisis - análisis de los objetivos del diseño.
  - Investigación - investigación de soluciones de diseño similares en el campo o temas relacionados.
  - Especificación - especificación de los requisitos de una solución de diseño para un producto (especificación del diseño del producto)[19] o servicio.
  - Resolución de problemas - conceptualizar y documentaring soluciones de diseño.
  - Presentación - presentar soluciones de diseño.
- Diseño durante la producción.
  - Desarrollo - continuación y mejora de una solución diseñada.
  - Prueba del producto - prueba in situ de una solución diseñada.
- Retroalimentación del diseño posterior a la producción para futuros diseños.
  - Implementación - introducción en el entorno de la solución diseñada.
  - Evaluación y conclusión - resumen del proceso y los resultados, incluyendo crítica constructiva y sugerencias para futuras mejoras.
- Rediseño - cualesquiera o todas las etapas del proceso de diseño repetidas (con correcciones) en cualquier momento antes, durante o después de la producción.

Cada etapa tiene muchas mejores prácticas asociadas.

#### Críticas al modelo racional
El modelo racional ha sido ampliamente criticado porque los diseñadores no funcionan así, una amplia evidencia empírica ha demostrado que los diseñadores no actúan como sugiere el modelo racional.

### Modelo centrado en la acción
La perspectiva centrada en la acción es una etiqueta dada a una colección de conceptos interrelacionados, que son antitéticos al modelo racional. Postula que:
1. Los diseñadores utilizan la creatividad y la emoción para generar candidatos al diseño.
2. El proceso de diseño es improvisado.
3. No hay una secuencia universal de etapas aparente - el análisis, el diseño y la implementación son contemporáneos y están inextricablemente vinculados.[9].

La perspectiva centrada en la acción se basa en una filosofía empirista y es ampliamente coherente con el enfoque ágil y el desarrollo metódico. Pruebas empíricas sustanciales apoyan la veracidad de esta perspectiva en la descripción de las acciones de los diseñadores reales. Al igual que el modelo racional, el modelo centrado en la acción ve el diseño como informado por la investigación y el conocimiento.
Al menos dos visiones de la actividad de diseño son coherentes con la perspectiva centrada en la acción. Ambas implican estas tres actividades básicas:
- En el paradigma de reflexión en la acción, los diseñadores alternan entre "enmarcar", "hacer movimientos" y "evaluar movimientos". "Enmarcar" se refiere a conceptualizar el problema, es decir, definir metas y objetivos. Un "movimiento" es una decisión de diseño provisional. El proceso de evaluación puede conducir a nuevos movimientos en el diseño.[8]
- En el marco sensemaking-coevolution-implementation, los diseñadores alternan entre sus tres actividades principales. Sensemaking incluye tanto el encuadre como la evaluación de los movimientos. La implementación es el proceso de construcción del objeto de diseño. La coevolución es "el proceso en el que el agente de diseño refina simultáneamente su imagen mental del objeto de diseño basándose en su imagen mental del contexto, y viceversa".[9]

El concepto de ciclo de diseño se entiende como una estructura temporal circular, que puede comenzar con el pensamiento de una idea, para luego expresarla mediante el uso de medios de comunicación visuales o verbales (herramientas de diseño), compartir y percibir la idea expresada y, por último, iniciar un nuevo ciclo con el replanteamiento crítico de la idea percibida. Anderson señala que este concepto enfatiza la importancia de los medios de expresión, que al mismo tiempo son medios de percepción de cualquier idea de diseño.